# Motorvägar i Danmark
Danmark hade 2012 1.123 km motorvägar (varav 30 km som inte står under Vejdirektoratet). 
Danmarks första motorväg invigdes 1956 och gick från Köpenhamn norrut mot Helsingör. De första motorvägarna som byggdes i Danmark byggdes för att ansluta till färjeanläggningar. År 1958 invigdes en ny bilfärjeled över Stora Bält och på bägge sidorna av bältet byggdes anslutande motorvägssträckor förbi Nyborg och Korsör. 1963 invigdes färjeleden Rødbyhavn–Puttgarden mellan Tyskland och Danmark och en tre mil lång sträcka motorväg byggdes på Lolland för att ansluta till färjeläget (idag en del av E47). Under 1960-talet och 1970-talet expanderade motorvägsnätet kraftigt framförallt kring Köpenhamn och från Århus mot tyska gränsen men sedan minskade motorvägsbyggandet ett tag p.g.a. en ekonomisk kris som Danmark gick igenom vid denna tid. Under tiden närde man drömmen om "det store motorvejs-H", det vill säga ett motorvägsnät som gick som ett H från Helsingör till Rødbyhavn och från Köpenhamn till Esbjerg och från Ålborg på norra Jylland till tyska gränsen i syd. 
En ny era av motorvägsbyggande i Danmark tog fart samtidigt som man beslutade om att bygga Stora Bältbron 1985. Man insåg att anslutningarna till bron behövde vara motorvägar hela vägen, med tanke på att de var hårt belastade redan. Man byggde i slutet på 80-talet viktiga motorvägar såsom Randers-Ålborg och Faröbron. Några år senare beslutades att även bygga Öresundsbron mot Malmö. När Stora Bältbron invigdes för biltrafik 1998 och Öresundsbron invigdes 2000 hade man uppnått sitt mål om det stora motorvägs-H:et bortsett från en kort sträcka mellan Rødbyhavn och Köpenhamn. Nu hade man också motorvägar hela vägen mellan Sverige och Tyskland.
Sedan dess har man satsat på att bygga flera andra motorvägar. Våren 2005 påbörjades ett arbete på Lolland och Falster att bygga ut motortrafikleden på E47 till motorväg. Sedan bygget färdigställdes år 2007, är motorvägs-H:et komplett. Man har även satsat på att bygga ut motorvägarna på Jylland. År 2000 invigdes motorvägen mellan Fredrikshavn-Ålborg och 2004 var man klar mellan Ålborg-Hirtshals som är ett annat viktigt färjeläge på Nordjylland. Man jobbar även med att bygga en motorväg mellan Herning i inre Jylland och Århus och från Herning sydösterut mot anslutande motorvägar till Sverige och Tyskland.[källa behövs] I Köpenhamnsområdet satsar man på att bygga ut existerande motorvägar till tre, fyra eller fem filer i vardera riktning, men det finns planer på att bygga en ny motorväg som ska ansluta förorterna i väst till motorvägsnätet.[källa behövs] Funderingar finns även på en helt ny motorvägsringled runt hela Köpenhamn, men det är inte sannolikt att den förverkligas på ett par decennier.

## Motorvägssträckor i Danmark

Karta över motorvägarna i Danmark

### Jylland
- E 45 Frederikshavnmotorvejen (Nørresundby - Frederikshavn)
- E 39 Hirtshalsmotorvejen (Nørresundby - Hirtshals)
- 11 Thistedgrenen (Nørresundby – Høvejen)
- Nørresundbygrenen Nordjyske Motorvej (Avfart  22 Hjørringvej)
- Kridtsvinget Nordjyske Motorvej (Avfart  23 – Østre Allé)
- Ådalsmotorvejen Nordjyske Motorvej (Avfart  27 – Sønderbro)
- Mariendalsmøllemotorvejen Nordjyske Motorvej (Avfart  28 – Hobrovej)
- E 45 Nordjyske Motorvej (Aarhus - Aalborg)
- E 45 E 20 Østjyske Motorvej (Lilla Bältbron - Aarhus)
- 501 Aarhus Syd Motorvejen (Aarhus Syd – Viby J)
- 15 502 Messemotorvejen (Herning Ø - Sinding)
- 15 Herningmotorvejen (Aarhus - Herning)
- 15 Silkeborgmotorvejen (Låsby- Funder)
- 15 Djurslandmotorvejen (Aarhus - Løgten)
- 18 Holstebromotorvejen (Sinding - Holstebro N)
- 18 Midtjyske Motorvej (Vejle N - Herning N)
- E 20 Esbjergmotorvejen (Kolding - Esbjerg)
- E 20 Tavlovmotorvejen (Kolding - Fredercia)
- E 45E 20 Sønderjyske Motorvej (Skærup - Padborg)
- 8 Sønderborgmotorvejen (Kliplev - Sønderborg)

### Fyn
- E 20 Fynske Motorvej (Middelfart - Nyborg)
- 9 Svendborgmotorvejen (Odense - Svendborg)

### Själland / Lolland-Falster
- E 55 E 47 19  Helsingørmotorvejen (Köpenhamn - Helsingör)
- 201 Lyngbymotorvejen Kgs. Lyngby  – Virum
- 16 Hillerødmotorvejen (Köpenhamn - Allerød)
- E 47 E 55 Motorring 3 (Avedøre - Kgs Lyngby)
- 17 Frederikssundmotorvejen   (Rødovre  - Tværvej) N
- O4 Motorring 4 (Ballerup - Ishöj)
- 21 Holbækmotorvejen (Köpenhamn - Holbæk)
- 23 Kalundborgmotorvejen (Elverdam - Dramstrup)
- E 20 Øresundsmotorvejen (Avfart 20 - Öresundsbron)
- E 20 Amagermotorvejen (Avedøre - Avfart 20)
- E 20 E 47 E 55 Køge Bugt Motorvejen (Avedøre - Køge)
- E 20 Vestmotorvejen (Køge - Stora Bältbron)
- E 47 E 55 Sydmotorvejen (Køge - Rödby/[[Gedser]])

### Motorvägar under uppbyggnad
- E 45 Østjyske Motorvej (Aarhus S - Aarhus N) (förlängning 4-6 körfält) (2027)
- E 45 Østjyske Motorvej (Vejle N - Skanderborg S) (förlängning 4-6 körfält) (2027)
- 16 Hillerødmotorvejen (Allerød S - Hillerød N) (2027)
- 23 Kalundborgmotorvejen (Dramstrup - Kalundborg) (2028)
- E 47 Femern Bælt-forbindelsen (Rødby - tyska gränsen) (Miljökonsekvensbeskrivning) (klar 2029)

### Motorvägar planeras
- E 20 E 45 Tavlovmotorvejen (Kolding V - Motorvägskorsning Kolding) (förlängning 4-6 körfält) (Miljökonsekvensbeskrivning) (2028)
- 16 Hillerødmotorvejen (Motorring 3 - Ring 4) (förstudie) (2028)
- E 20 Amagermotorvejen (Avedøre - Øresundsmotorvejen) (förstudie) (2029)
- E 20 Øresundsmotorvejen (Avfart 20 - Avfart 17) (förstudie) (2029)
- E 20 Fynske Motorvej (Odense V - Odense SØ) (förlängning 4-6 körfält) (Miljökonsekvensbeskrivning) (2030)
- 54 Næstvedmotorvejen (Næstved - Rønnede) (Miljökonsekvensbeskrivning) (2031)
- 18 Midtjyske Motorvej (Herning N – Sinding) (Miljökonsekvensbeskrivning) (2031)
- O4 Motorring 4 (Ishøj - Vallensbæk) (förstudie) (2031)
- 17 Frederikssundmotorvejen (Tværvej N  - Frederikssund S) (Miljökonsekvensbeskrivning) (2032)
- 13 Hærvejsmotorvejen (Løvel – Klode Mølle) (Miljökonsekvensbeskrivning) (2032)
- 13 Hærvejsmotorvejen (Give – Billund V) (Miljökonsekvensbeskrivning) (2032)
- 16 Hillerødmotorvejen (Ring 4 - Farum) (Miljökonsekvensbeskrivning) (2033)
- E 39 Limfjordsforbindelse (Aalborg S - Aalborg N)  (Miljökonsekvensbeskrivning) (2034)
- E 45 Østjyske Motorvej (Aarhus N - Randers N) (förlängning 4-6 körfält) (Miljökonsekvensbeskrivning)
- E 20 Østjyske Motorvej (Kolding V - Fredercia S) (förlängning 4-6 körfält) (Miljökonsekvensbeskrivning)
- E 47 19 Helsingørmotorvejen (Isterød - Hørsholm S) (förlängning 4-6 körfält) (Miljökonsekvensbeskrivning)
- 13 Hærvejsmotorvejen (Haderslev – Billund V) (Miljökonsekvensbeskrivning)
- 13 Hærvejsmotorvejen (Hobro – Løvel – Klode Mølle – Give) (förstudie)
- 15 Messemotorvejen (Herning V – Snejbjerg) (Miljökonsekvensbeskrivning)
- 26 Viborgmotorvejen (Aarhus – Hammel) (Miljökonsekvensbeskrivning)
- 21 Holbækmotorvejen (Ring 4 – Roskilde) (förstudie)
- O5 Motorring 5 (Køge - Frederikssundmotorvejen) (förstudie)